# علامة بالا

علامة بالا وعلامة ويسترمارك

علامة بالا هي علامة شعاعية يظهر فيها الشريان الرئوي النازل الأيمن متوسعاً على الأشعة السينية في الصدر لدى المرضى الذين يعانون من الانسداد الرئوي. تعتبر العلامة ذات حساسية تشخيصية منخفضة. يظهر كشكل «نقانق» على الأشعة السينية.